# Loonatics Unleashed
Loonatics Unleashed (Loonatics en Hispanoamérica y Los Lunáticos en España) es una serie animada creada y producida por la Warner Bros. Fue estrenada el 12 de agosto de 2005 por el bloque programático Kids' WB de la extinta cadena The WB. La serie se basa en los Looney Tunes, y mezcla un estilo irreverente de humor y de acción.
En Estados Unidos la serie se emitió por la cadena The CW hasta su final el 10 de enero de 2007 al terminar la Segunda Temporada, en Canadá se emitió por la cadena Teletoon, en Australia por la cadena Boomerang, y en Latinoamérica y en el Reino Unido se emitió por Cartoon Network, en España se emitió por La 1 y Clan TVE.
La serie recibió críticas negativas de parte de los fanáticos de los personajes originales, creándose en su momento un movimiento en internet pidiendo su cancelación. En 2008, Sam Register, vicepresidente ejecutivo de asuntos creativos de WB, se refirió a la serie como "un recordatorio de lo que no se debe hacer".

## Trama
La historia se centra en el año 2772 en la ciudad planeta Acmetrópolis, donde un meteorito cayó, generando en algunos de sus habitantes distintas mutaciones. Seis de estos son los personajes principales, que son una especie de versiones futuristas de algunos de los personajes de los Looney Tunes. En la serie son los vigésimos octavos descendientes de ellos. Cada uno desarrolló un poder genético distinto debido al meteorito ya mencionado. Una mujer misteriosa y de gran alcance llamada Zadavia los invita a formar a un equipo de super héroes. Ella se vuelve su supervisora, enviándolos con el fin de combatir a cualquier amenaza para Acmetropolis y sus ciudadanos. Finalmente reside al equipo recientemente formado en el 12.º piso de una torre grande.

## Personajes
- Ace Bunny: Un líder hábil, muy astuto e impulsivo que guía a su equipo en cada misión. También es un artista marcial y espadachín muy capaz. Su arma es una espada plegable hecha de energía Frelengian (una referencia a Friz Freleng), revelada en la segunda temporada de la serie llamada Espada del Guardián. Antes de obtener sus poderes, Ace trabajó como doble de artes marciales en un estudio de cine. es el primero que le quitan los poderes en el capítulo 9: Sypher, mantiene una estrecha amistad con todos sus compañeros. Poder genético: Ojos láser, escaneo y rayo infrarrojo. Descendiente de Bugs Bunny.

- Lexi Bunny: Es la única chica del equipo. Antes de obtener sus poderes, Lexi era estudiante en la Universidad Acmetrópolis y trataba de unirse a equipo de animadoras de la misma. La capitana del equipo, temerosa de que ella era demasiado buena, no la aceptó. Como se ve en La capa de Black Velvet, en Weathering Heights se descubre que sacó -A en ciencias, solo ha sido víctima de los villanos en 5 ocasiones. Poder genético: Rayo psíquico, superoído, creación de plantas y control de ellas (solo en la segunda temporada). Descendiente de Lola Bunny.

- Danger Duck: (en Latinoamérica Pato Peligro) Es el miembro egoísta de los Loonatics. Pato anhela algún día dirigir a los Loonatics, aunque parece tolerar el liderazgo de Ace. Antes de obtener sus poderes, Pato trabajó como limpiador de piscinas de natación, y como era de esperar, soñaba con ser un salvavidas. Por lo general suele enfadar a sus compañeros de equipo con sus payasadas, es muy presumido y tiene la costumbre de tratar de reinventarse a sí mismo (por ejemplo, solicitar cambio de nombre o tratar de añadir una capa a su uniforme). También puede ser extremadamente oportunista, pues una vez trató de ser administrador de la lucha libre Slam simplemente con fines de lucro. De todos los personajes, Pato parece ser usado más a menudo como recurso cómico, a pesar de su personalidad arrogante. Sin embargo, él demuestra su valía de vez en cuando. Poder genético: Teletransportación, huevos mágicos de diversos materiales y fuego, es capaz de controlar el agua. Descendiente del Pato Lucas.

- Rev Runner: Rev es un personaje de mente extremadamente rápida en más de un sentido. A diferencia de su antecesor, que sólo hizo un ruido de "meep meep", Rev puede hablar, aunque por lo general a gran velocidad, siendo a veces molesto o confuso para los que le escuchan. Antes de obtener sus poderes, Rev era un repartidor de comida rápida e inventor que siempre llegaba tarde, aunque por medio de unos patines cohete que él creó logró solucionar su problema. A menudo sirve como asistente técnico del Dr. Tech, y con frecuencia traduce el vocabulario altamente científico del doctor cuando los otros Lunáticos no lo entienden. Rev normalmente puede resolver (o al menos entender) los problemas y situaciones que de otra manera se consideraría campo exclusivo de la experiencia de Tech, aunque se podría argumentar que su inteligencia es en gran parte debido a que su cerebro funciona a un ritmo mucho más rápido que otros. En la segunda temporada, su aspecto de brillante inventor destacó hasta el punto de crear cierta rivalidad entre él y Tech. Rev es el único miembro del equipo que no puede dañar físicamente al enemigo a pesar de que ha recurrido con frecuencia a su mayor velocidad para aumentar sus patadas, como se muestra en contra masiva. Poder genético: megavelocidad, posición global y el vuelo. Descendiente del Correcaminos.

- Doctor Tech E. Coyote: Alias Doc por Ace. Tech sirve como técnico del equipo y tiene superinteligencia. Sus especialidades incluyen la construcción de equipo mecánico para los Lunáticos y la realización de sistemas de vigilancia. Cuida profundamente sus creaciones, a menudo siendo infeliz cuando son destruidos o severamente dañados. Antes de obtener sus poderes, Tech era un estudiante en el Instituto de Acme, donde su deseo de alcanzar la perfección llevó a numerosos líos. Fue el primer Lunático que conoció personalmente a un villano (Mallory "Mastermind" Casey, del Instituto Acme, del cual era amigo e incluso se cree que algo más). Tech es un buen amigo de Rev, a pesar de la rivalidad legendaria entre coyotes y correcaminos. Poder genético: Manos magnéticas, autoregeneración y superinteligencia. Descendiente de  Coyote. Al igual que su antecesor, Tech se basa en chismes científicos con la diferencia de distintiva de que los hace él mismo.

- Slam Tazmanian: Es el músculo del equipo. Antes de obtener sus poderes, Slam fue un luchador profesional, llamado Twisted Spinner, El Terror de Algún Lugar. Su forma de hablar suena como gruñidos simples de inglés, pero está implícito que su diálogo no tiene la intención de ser entendido por la audiencia al igual que su antecesor. No obstante, los miembros del equipo parecen entender lo que dice. En la segunda temporada habla mejor, pero todavía no parece dominar el idioma. Poder genético: Superfuerza y tornado lanza rayos de electricidad. Descendiente de Taz.

## Villanos de la 1.ª temporada
- Optimatus: Es el hermano mayor de Zadavia, su único propósito es conquistar Acmetropolis y acabar con los Loonatics; es el antagonista de la serie.

- Drake Sypher: Es un chico que le roba los talentos de las demás personas y también los poderes de los protagonistas y cuando lo tocan recuperan los poderes que les haya quitado.

- Neurona: Era la compañera del Doctor Coyote en la universidad y ahora se venga de él, ella tiene una gran mente y es capaz de manipular la tecnología y construir armas, le llama "perro" o "zarnozo".

- Nocturna: Es una mujer que no puede tolerar la luz del día por culpa del meteorito que chocó contra la tierra y sus ojos se apagaron para siempre, quiere que Acmetropolis esté entre la oscuridad eterna y no haya más luz del día.

- Gravitón: (o Monstruoso)  El es capaz de manipular la gravedad a voluntad, flotar en el aire y provocar desastres gravitacionales, su principal motivación es el dinero. También aparece en la segunda temporada.

- Gunnar el conquistador: Es un robot vikingo que quiere conquistar Acmetropolis pero fue vencido por los protagonistas de la serie, apareció en el 1.er capítulo "Loonaticos Sobre Hielo".

- Profesor Zane y los Fuz-Zs: Un científico loco quien descubrió a criaturas adorables gracias a una fisura causada por el meteorito y cuando los alimenta con chocolate, los Fuz-Zs crecen rápidamente y hacen lo que el profesor les diga.

- Tormentosa: Es una mujer que tiene control sobre el clima, puede crear truenos, nubes y tornados. Su furia fue desatada gracias a la falta de atención en su trabajo.

- Crono Kid: Él es un joven que puede controlar el tiempo a su modo.

- Dr. Tadeus desastre: (o Dr. Temerario) Es un científico loco que sueña con controlar cualquier tipo de roca, fue desfigurado con el impacto del meteorito y ahora quiere hacer pagar a acmetropolis por esto. También aparece en la segunda temporada.

## Villanos de la 2.ª temporada
Algunos están basados en otros Looney Tunes (Posibles Descendientes):
- Adolfo, el delfín mutado: Un delfín que sufrió una grave mutación por culpa del meteorito, habla y que se comunica con los animales marinos; pero su único propósito es inundar Acmetrópolis.

- Silth Vestre (Sylth Vester): Es descendiente del gato Silvestre.

- Stony la roca y Bugsy el insecto: Descendientes de los gánsteres Rocky y Mugsy.

- La Reina Abuelius (Queen Grannicus): Descendiente de La Abuelita.

- Pinkster: Es adoptado por Stony y Bugsy desde pequeño y es descendiente del puerco Porky. Tiene las mismas características de Porky (incluso habla tartamudeando).

- Pierre Le Pew: Es un anfitrión de luchas intergalacticas ilegales y tiene un "estadio que se mueve por todas partes" y es descendiente del zorrillo Pepé Le Pew (aunque tenga rasgos de humano).

- Sam Ophiuchus: Descendiente de Sam Bigotes.

- Melvin el Marciano y El Sargento Sirius: Melvin es un marciano y que invadió acmetropolis porque Red le dijo a Lexi que usara un dispositivo de armas que lo confundió con un videojuego y así empezó el ataque, Melvin estaba enojado y llamó a sus soldados para que también atacaran y así empezó todo; son descendientes de Marvin El Marciano y K-9.

- Electro J. Gruñón (Fudd): Descendiente del cazador Elmer Gruñón.

- Gorlop: Una criatura de pelaje color rojo que absorbe energía cuando es golpeado y los pierde si falla al golpear y es descendiente de Gossamer.

- Demoledor Sagittarius y su madre: Descendientes de Shropshire Slasher y su madre (respectivamente).

## Otros personajes
- Harriet "Ma" Runner: Madre de Rev Runner.

- Ralph "Pa" Runner: Padre de Rev Runner, dueño de las empresas jugueteras Correcaminos, no le presta mucha atención a Rip hasta que finaliza el episodio "Negocio Familiar" y usa sus ideas para arreglar a Robo Amigo, cree que Rev debe trabajar en el negocio familiar para ganar dinero y no como Super Héroe donde es voluntario.

- Rip Runner: En el capítulo "Negocio Familiar" detestaba a Rev Runner y trataba de vengarse de él porque no le prestaban atención y habla muy lento y es el Hermano Menor de Rev Runner, su padre usa sus ideas al final del episodio para volver a vender a Robo Amigo.

- Sr. Vacaloca (Mr. Leghorn): Descendiente del Gallo Claudio, dueño del Mundodromo.

- Príncipe Piolinus (Royal Tweetums): Descendiente de Piolín, Príncipe del planeta Blanc, considera a Pato peligro como un gran amigo, aunque a la vez le causa muchos dolores de cabeza.

## Episodios

### Primera temporada
| Primera Temporada                          |
| ------------------------------------------ |
| 1 "Loonatics sobre Hielo"                  |
| 2 "El Ataque de los Fuz-Z'S"               |
| 3 "La Capa de Black Velvet"                |
| 4 "Problemas climáticos"                   |
| 5 "Yendo Bajo Tierra"                      |
| 6 "El Cometa viene"                        |
| 7 "El Mundo es mi Circo"                   |
| 8 "Detengan el Mundo, que me quiero Bajar" |
| 9 "Sypher"                                 |
| 10 "Tiempo después del tiempo"             |
| 11 "La Amenaza de Neurona"                 |
| 12 "Acmegeddon - Parte 1"                  |
| 13 "Acmegeddon - Parte 2"                  |

### Segunda temporada
| Temporada 2                                      |
| ------------------------------------------------ |
| 1 "Los secretos de la super espada del guardián" |
| 2 "EL maléfico delfín"                           |
| 3 "Yo soy eslamático"                            |
| 4 "El heredero del trono"                        |
| 5 "Negocios de la familia"                       |
| 6 "Héroe por accidente"                          |
| 7 "El cazador"                                   |
| 8 "Vinieron del espacio"                         |
| 9 "Apocalypso"                                   |
| 10 "Mentiras rosas"                              |
| 11 "El músico villano"                           |
| 12 "La caída de Blanc - Parte 1"                 |
| 13 "La caída de Blanc - Parte 2"                 |

## Reparto
Inglés:
- Charlie Schlatter: Ace Bunny
- Jessica Di Cicco: Lexi Bunny
- Jason Marsden: Danger Duck
- Kevin Michael Richardson: Slam Tazmanian, Tech E. Coyote
- Rob Paulsen: Rev Runner
- Candi Milo: Zadavia
- Charlie Adler: Optimatus
- Bill Farmer: Sr. Vacaloca (1.ª y 2.ª voz)
- Maurice LaMarche: Sam Ophiuchus, Pierre Le Pew
- Daran Norris: Ralph "Pa" Runner
- Joe Alaskey: Stony, Silth Vestre, Piolinus
- James Arnold Taylor: Bugsy
- Dee Bradley Baker: Otto el raro

Español - Latinoamérica:
- Carlos Hernández: Ace Bunny
- Mayra Arellano: Lexi Bunny
- Víctor Ugarte: Danger Duck
- Óscar Flores: Rev Runner
- Héctor Moreno: Slam Tazmanian, Tech E. Coyote
- Yolanda Vidal: Zadavia
- Gerardo Reyero: Optimatus, Pierre Le Pew
- Humberto Vélez: Ralph "Pa" Runner (papá de rev), Stony, Otto el raro
- Alejandro Mayen: Bugsy
- Mónica Manjarrez: Mastermind, Black Velvet
- Enzo Fortuny: Sypher
- Maru Guzmán: Piolinus (Episodio el Heredero)
- Rossy Aguirre: Tormentosa (en su segunda aparición cuando es llamada por Optimatus), Piolinus (solo en los episodios La caída de Blanc - Parte 1 y 2)
- José Luis Orozco: Inmenso